# Josh Mayo
Joshua Andrew Mayo, detto Josh (Munster, 15 luglio 1987), è un ex cestista statunitense, di ruolo playmaker.

## Carriera
Ha disputato quattro stagioni con i Flames dell'Università dell'Illinois a Chicago, trasferendosi poi da professionista in Pro B al Clermont. Nel 2011-12 ha militato nel Liepājas lauvas, disputando così la Latvijas Basketbola Līga e la Baltic Basketball League. Nel 2012-2013 gioca in Ukrajina Super-Liha nel MBK Mykolaïv, passando poi in Serie A alla Sutor Basket Montegranaro. Nel corso della stagione 2013-14 si trasferisce alla Pallacanestro Virtus Roma targata Acea, con contratto fino al termine della stagione, per sostituire l'infortunato Jordan Taylor.
Nella stagione 2014-15 milita nella squadra turca del Torku Konyaspor.
Nel 2015 firma per Scafati, squadra iscritta al campionato italiano di Serie A2. Il 6 marzo 2016 conquista con la stessa squadra la Coppa Italia di Serie A2. Nell'estate 2016 viene preso dalla società tedesca del Telekom Baskets Bonn militando per tre stagioni. Nell'estate 2019 torna in Italia, venendo ingaggiato dalla Pallacanestro Varese ritrovando tra l'altro a distanza di tre anni, il suo ex compagno ai tempi di Scafati Jeremy Simmons..
Il 21 giugno 2020 viene ufficializzato il suo passaggio al Napoli Basket in Serie A2.

## Palmarès

### Club

#### Competizioni nazionali
- Coppa Italia LNP: 2

Scafati Basket: 2016
GeVi Napoli: 2021
- Campionato serie A2 LNP: 1

GeVi Napoli: 2020-2021

#### Individuale
- MVP Coppa Italia Lega Nazionale Pallacanestro: 1

GeVi Napoli: 2021